# 裸のビーナス
「裸のビーナス」（はだかのビーナス）は、 1973年6月21日に発売された郷ひろみ5作目のシングル。

## 解説
ジャケットは郷の全身ピンナップ仕様。

## 収録曲
全曲　作詞：岩谷時子／作曲・編曲：筒美京平
1. 裸のビーナス（2分26秒）
2. 僕たち

## 再発盤
「裸のビーナス」（はだかのビーナス）は、1991年4月25日に発売された郷ひろみ62作目のシングル。

### 収録曲
全曲　作曲：筒美京平／編曲：難波正司
1. 裸のビーナス
作詞：岩谷時子
2. よろしく哀愁
作詞：安井かずみ